# Claudemir Vítor Marques
Claudemir Vítor Marques, detto Vítor (Mogi Guaçu, 28 settembre 1972), è un ex calciatore brasiliano, di ruolo difensore. Ha vinto per quattro volte la Coppa Libertadores, unico brasiliano ad aver raggiunto tale traguardo.

## Biografia
Nato a Mogi Guaçu, crebbe in una famiglia numerosa (oltre a lui, altri sei figli) ed economicamente in difficoltà; lavorò, molto giovane, raccogliendo cotone. Iniziò a giocare a calcio nel periodo dell'infanzia, e, più cresciuto, conciliò gli allenamenti con il lavoro; dopo aver giocato con Guarani e Ponte Preta, entrò a far parte del settore giovanile del San Paolo. Una volta terminata la carriera calcistica, ha ricoperto il ruolo di dirigente del Guaçuano, società della sua città natale.

## Caratteristiche tecniche
Giocava come difensore, ricoprendo il ruolo di terzino destro. Era veloce e dotato di una buona forza fisica.

## Carriera

### Club
Debuttò con la maglia del San Paolo il 4 novembre 1990 al Mineirão contro il Cruzeiro, entrando al posto di Zigomar. Vítor disputò due partite del Campeonato Brasileiro Série A 1990, e rimase ai margini della squadra nelle partite del campionato nazionale; tuttavia, si mise in evidenza durante il Campionato Paulista e, soprattutto, la Coppa Libertadores, in cui giocò con regolarità, grazie al tecnico Telê Santana. Prese parte alla vittoriosa doppietta paulista in Libertadores, giocando sia durante l'edizione 1992 che in quella 1993; durante quest'ultima andò a segno nella finale d'andata contro l'Universidad Católica, compagine cilena. Fu anche titolare durante la Coppa Intercontinentale 1992, vinta dal proprio club contro il Barcellona. Le prestazioni in campo internazionale del giocatore attirarono l'interesse del Real Madrid, formazione europea che disputava la Primera División spagnola. L'esperienza iberica non fu particolarmente rilevante per Vítor, che giocò solamente tre incontri nella massima serie spagnola. Tornato in patria, vestì nuovamente la maglia del San Paolo (sette gare del Campeonato Brasileiro Série A 1994), giusto in tempo per aggiudicarsi la Recopa Sudamericana 1994, vinta ancora una volta giocando dall'inizio. Nel 1995 venne ceduto al Corinthians, squadra della medesima capitale paulista; con il Timão vinse sia il campionato statale che la Coppa del Brasile 1995, presenziando nella finale d'andata di quest'ultimo torneo. L'anno seguente passò al Cruzeiro e ripeté la vittoria in coppa nazionale; inoltre, si aggiudicò il campionato Mineiro per la prima volta in carriera. Nel 1997 disputò tre competizioni, vincendone due: nel corso del Campeonato Brasileiro Série A 1997, difatti, il Cruzeiro terminò al ventesimo posto, ma primeggiò sia nel campionato statale sia in Libertadores. Per Vítor fu la terza vittoria nella principale competizione sudamericana per club: la quarta arrivò con una terza compagine, il Vasco da Gama, con cui partecipò anche alla Coppa Intercontinentale 1998, partendo però dalla panchina (nel 1997, con il Cruzeiro, aveva giocato da titolare). Nel 2000 lasciò la formazione cruzmaltina per trasferirsi al Botafogo, dove raccolse quindici presenze in campionato e quattro in Coppa del Brasile; nel 2001 tentò nuovamente la fortuna in Europa, stavolta in Turchia con il Kocaelispor. Con la compagine dalla maglia neroverde disputò un solo incontro. Successivamente, al ritorno in patria firmò per l'Internacional di Limeira, società del panorama minore dello Stato di San Paolo; giocò prevalentemente nei campionati statali, vestendo le maglie di Osasco, Ceará, Mogi Mirim e Juventus, prima di ritirarsi con l'Inter Limeira a metà 2008.

### Nazionale
Ha all'attivo due presenze in Nazionale brasiliana, entrambe nella gestione Parreira: la prima risale al 26 novembre 1992, un'amichevole contro l'Uruguay. In questo incontro subentrò al sessantaquattresimo minuto a Luiz Carlos Winck. Il 7 marzo 1993 giocò la sua seconda e ultima gara, entrando negli ultimi venti minuti come sostituto nuovamente di Winck; l'avversario era la Polonia.

## Palmarès

### Club

#### Competizioni statali
- Campionato paulista: 3

San Paolo: 1991, 1992
Corinthians: 1995
- Campionato Mineiro: 2

Cruzeiro: 1996, 1997
- Campionato Carioca: 1

Vasco da Gama: 1998

#### Competizioni nazionali
- Campionato brasiliano: 1

San Paolo: 1991
- Supercoppa di Spagna: 1

Real Madrid: 1993
- Coppa del Brasile: 2

Corinthians: 1995
Cruzeiro: 1996

#### Competizioni internazionali
- Coppa Libertadores: 4

San Paolo: 1992, 1993
Cruzeiro: 1997
Vasco da Gama: 1998
- Coppa Intercontinentale: 1

San Paolo: 1992
- Recopa Sudamericana: 1

San Paolo: 1994